# Behind the Mask (phim 2006)
Behind the Mask: The Story of the People Who Risk Everything to Save Animals là một bộ phim tài liệu năm 2006 nói về Mặt trận giải phóng động vật (ALF), do luật sư quyền động vật Shannon Keith đạo diễn, chủ sở hữu của hãng phim Uncaged Films & ARME (Animal Rescue, Media & Education). Phải mất ba năm quay phim, phỏng vấn và chỉnh sửa bộ phim mới hoàn thành.
Bộ phim tài liệu được sản xuất nhằm đáp lại sự thiên vị nhận thức trên các phương tiện truyền thông chính thống chống lại phong trào quyền động vật.

## Nội dung
Bộ phim đề cập đến các nhà hoạt động vì quyền động vật đột nhập vào các phòng thí nghiệm và các cơ sở để cung cấp các cảnh quay chưa từng thấy về cách sử dụng động vật.
Điều này bao gồm những cái tên nổi tiếng trong phong trào, một số người đã bị cầm tù vì hành động trực tiếp. Và câu chuyện về Jill Phipps, một nhà hoạt động vì quyền động vật người Anh, người đã bị giết trong một cuộc biểu tình phản đối việc xuất khẩu trực tiếp động vật ở Baginton, Warwickshire. Được nhắc đến, với lời của mẹ cô: "Họ gọi chúng tôi là những kẻ khủng bố nhưng thực tế là trong nhiều năm qua, bốn nhà hoạt động vì quyền động vật đã bị giết trong các cuộc biểu tình. " 
Buổi ra mắt bộ phim được tổ chức vào ngày 7 tháng 9 năm 2006 tại Trung tâm Truyền thông và Nghệ thuật Exeter Phoenix, Vương quốc Anh. Keith Mann là người phát biểu và trả lời các câu hỏi. Ông cùng những người tham gia trong bộ phim cũng tham gia vào các chuyến lưu diễn quảng bá bộ phim trên khắp thế giới, tổ chức các buổi chiếu tại các rạp chiếu phim địa phương và tại các sự kiện quyền động vật. The Telegraph, tờ nhật báo phiên bản tiếng Anh tại Ấn Độ đã nói về bộ phim: "Bất kể người ta nghĩ gì về chiến thuật của Mặt Trận Giải phóng Động vật, thì bộ phim là một phim phi thường rất đáng xem." 

## Giải thưởng
Bộ phim được chiếu tại các liên hoan phim, cũng như các buổi chiếu khác trên khắp thế giới, và đã giành được một số giải thưởng:
- Phim tài liệu của năm, VegNews 2006
- Phim tài liệu xuất sắc nhất, Liên hoan phim Other Venice 2007
- Phim tài liệu xuất sắc nhất, Liên hoan phim độc lập 2007
- Phim tài liệu xuất sắc nhất, Liên hoan phim Santa Clarita Valley 2007

Bộ phim cũng nằm trong lựa chọn chính thức tại Liên hoan phim Santa Cruz 2007 và Liên hoan phim quốc tế reelHeART 2007 . 